# Косарева, Зинаида Дмитриевна
Зинаида Дмитриевна Косарева (1915−1991) — председатель колхоза «Красный холм» Ростовского (до 1959 Петровского) района (1951—1978), депутат Верховного Совета СССР (1958−1962), Герой Социалистического Труда (1966), Заслуженный агроном РСФСР.

## Биография
Родилась 15 октября 1917 г. в д. Дарцово Ростовского уезда. Училась в гимназии имени А. Л. Кекина, выпустилась в 1931 году . Окончила Ростовский сельскохозяйственный техникум в 1935 году, в последствии работала агрономом Фатьяновской МТС Петровского (Ростовского) района.
В 1951—1978 гг. — председатель колхоза «Красный холм» (с. Никольское Ростовского (до 1959 Петровского) района Ярославской области).
Являлась депутатом Верховного Совета СССР 5-го созыва (1958—1962).
В 1978 г. вышла на пенсию.
Умерла в 1991 году.

## Награды
1960 — Орден Трудового Красного Знамени.
1965 — Заслуженный агроном РСФСР.
1966 — Герой Социалистического Труда, за получение высоких урожаев зерна, картофеля, овощей.
1966 — Орден Ленина.